# Province de Quillacollo
La province de Quillacollo est une des 16 provinces du département de Cochabamba, en Bolivie. Son chef-lieu est la ville de Quillacollo.
La province est connue pour son pèlerinage qui rassemble au mois d'août des fidèles de toute la Bolivie venus rendre hommage à la Vierge d'Urqupiña. On dit que Quillacollo est la ville qui a la croissance la plus rapide de Bolivie.

## Villes et villages
- Ironcollo